# 雷盖亚传说
《雷盖亚传说》是由Contrail开发并由索尼于1998年在PlayStation上发行的电子角色扮演游戏。续作《雷盖亚 决斗传奇》于2001年在PlayStation 2平台上发行。但其并非首作的后传，而是设定于同名雷盖亚世界的原创故事。
日本电子游戏杂志《Fami通》对其打出27分（满分40分），此游戏在Game Rankings的汇总得分为77%。